# Val de Ruz
Val de Ruz är en dal i Schweiz.   Den ligger i kantonen Neuchâtel, i den västra delen av landet, 40 km väster om huvudstaden Bern.
Runt Val de Ruz är det ganska glesbefolkat, med 32 invånare per kvadratkilometer.